# 华平李氏大宗祠
华平李氏大宗祠，位于中国广东省佛山市南海区小塘镇，始建于清嘉庆年间，同治年间重修。为三进院落式布局，占地936平方米。1994年7月5日，列入南海市文物保护单位；2006年10月，佛山市文物保护单位。